# 坂本藤良
坂本 藤良（さかもと ふじよし、1926年11月5日 - 1986年9月15日）は、日本の経営学者、評論家。理論の底流にヒューマニズム。

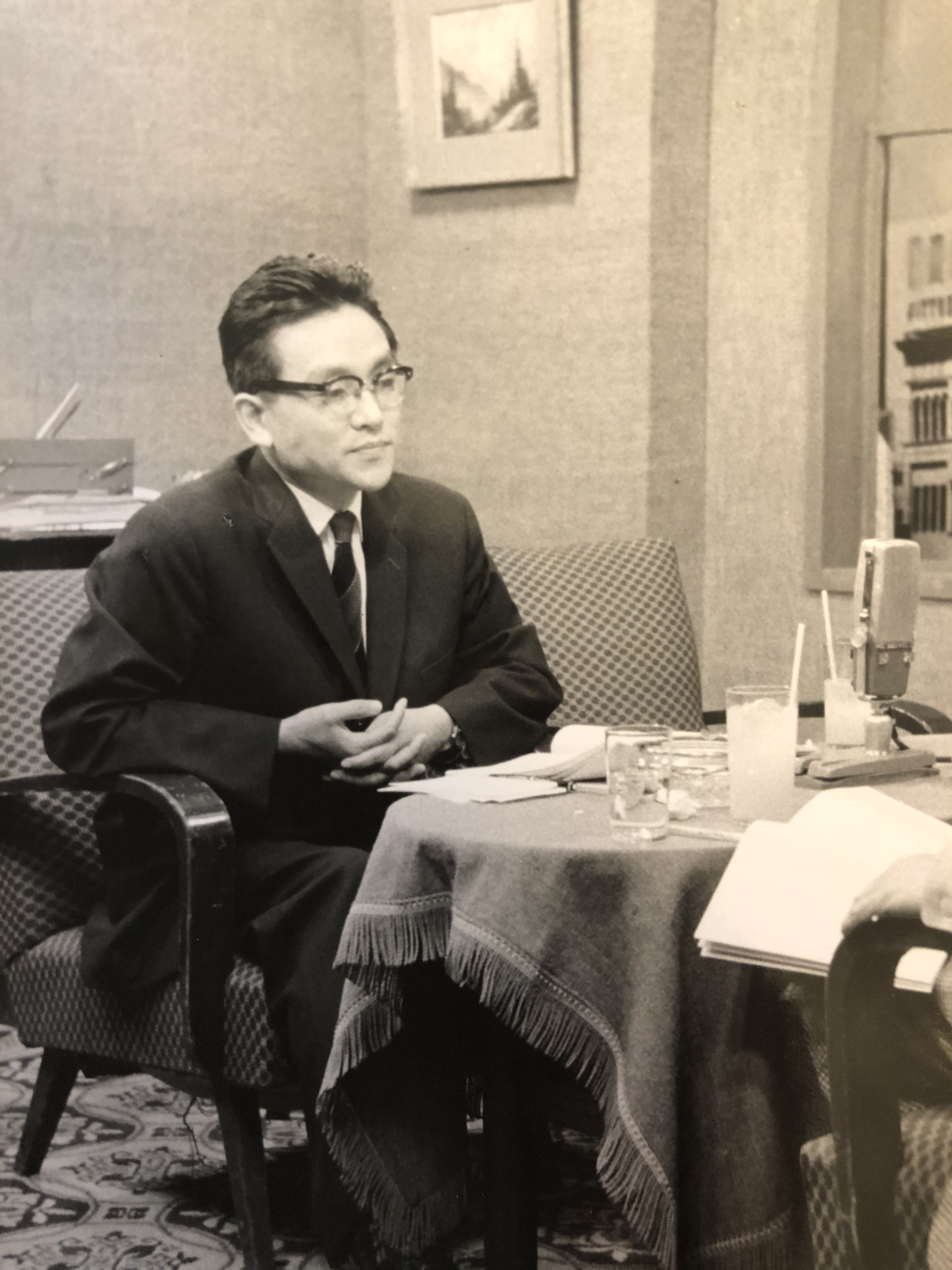
NHK教育テレビ「教養特集」収録スタジオにて 1962年5月

## 略歴
東京市下谷区
(現、台東区)生まれ。旧制成蹊高等学校の理科・文科を経て、1951年、東京大学経済学部卒業。同年4月より大学院特別給付研究生。日本の正統派経営学の祖である、馬場敬治教授
の唯一の門下生となる。1954年の『経営学における原価理論-序説1』
に始まる一連の論文でコスト論を展開し、国民所得からソシアル・コスト（公害等）を控除しなければ、真の意味での国民所得ではないのではないか、と示唆している。1956年、特別給付研究生修了。
1957年、慶應義塾大学商学部の設立に参画し、『経営通論』の講義を担当した。同じく1957年、体系的に原価理論を著した『近代経営と原価理論』(有斐閣)を出版。この本の中で、日本では全く馴染みの無かった「スモッグ」という言葉を紹介している。また、公害について、目に見える事象例を挙げた上で、その本質を捉えた記述を残している。
翌1958年、一般に向けて平易な文章で書かれた『経営学入門』(光文社)が爆発的に売れ、広範な経営学ブームを巻き起こした。後に作家の井上ひさしが昭和33年を代表する本として取り上げている。以後「経営学の神様」とよばれ、講演・執筆等に八面六臂の活躍をし、多くの著書を残した。学界で期待されたが、複数の大学にて客員・非常勤で教鞭を執り、日本大学顧問教授を引き受けるも、産業界の寵児になるにおよび、学界を離れ、独立の経営学者として活躍した。それまでの経営学が、学界内部の理論構成に終始しがちであったのに対し、より現実に即した経営理論を示し、日本企業の管理者層を啓蒙する役割を果たした。
池田・佐藤内閣で、経済審議会の専門委員、および通産大臣の諮問機関である産業構造調査会の専門委員を務めた。
NHK教育テレビ『経営ゼミナール』、同じく『現代の経営』
に、レギュラー解説者として出演。本田宗一郎、石橋正二郎、井深大、服部禮次郎、土光敏夫らと毎回のテーマに沿って対談した。
1969年、周囲の反対を押し切って、家業の製薬会社を立て直そうとするが失敗。「紺屋の白袴」と激しく叩かれ、厳しい批判を浴びた。のちの1974年、失敗の体験を「学者の責任」として、『倒産学 - ゼロからの出発』に書いた。
1970年代初めより、環境問題に関しての翻訳・啓蒙書を手がけたが、社会に未だ危機感が薄かったこともあり、広く読まれることはなかった。
1986年、59歳で肺がんを患い、病床で最期まで『小栗上野介の生涯』を執筆した。これが絶筆となり、翌1987年に講談社から出版され、小栗再評価の端緒となった。既刊の『坂本龍馬と海援隊』(講談社1985年)、『岩崎弥太郎の独創経営』(講談社1986年)と合わせたこの三部作は、歴史書でありながら、日本の近代経営のルーツを探究したものであり、「日本における株式会社発生史」を解き明かした、経済の書である。
東急百貨店取締役、経済審議会委員、産業構造調査会専門委員、日本マンパワー社長、日本リサーチセンター役員等を歴任。

## 著書

### 単著
- 『近代経営と原価理論』有斐閣 1957
- 『経営学入門 現代企業はどんな技能を必要とするか』(カッパ・ブックス)光文社 1958
- 『日本資本主義と経営技術』森山書店 1959
- 『現代経営学』中央経済社 1959
- 『経営学史』 (経営全書) ダイヤモンド社 1959
- 『経営の技術』有紀書房 1959
- 『経営の構造』有紀書房 1959
- 『経営の科学 系譜・用語リーディングズ』日本生産性本部 1960
- 『日本の会社 伸びる企業をズバリと予言する』光文社 1961
- 『日本の経営革新』毎日新聞社 1961
- 『ビジネスのあゆみ 日本経営100年史』文藝春秋新社 1961
- 『ビッグ・ビジネス入門 日本を支配する大企業の実態』七曜社 1961
- 『日本の社長』毎日新聞社 1963
- 『日本経営教育史序説』ダイヤモンド社 1964
- 『経営学への招待』 (NHKブックス)日本放送出版協会 1964
- 『利潤への挑戦 代表50社にみる経営革新』中公新書 1965
- 『経営学教科書 学生から企業人への人間革新』 (カッパ・ビジネス)光文社 1965
- 『人間革新の名言 坂本藤良=ビジネスマン読本 第2』ダイヤモンド社 1966
- 『自己管理の原則 ビジネスマン読本第1』ダイヤモンド社 1966
- 『現代経営の常識 坂本藤良=ビジネスマン読本 第3』ダイヤモンド社 1967
- 『現代の成功者たち』根っ子文庫太陽社 1968
- 『坂本藤良・会社入門 就職・昇進・取引・株価のベストガイド』河出書房 1968
- 『倒産学 ゼロからの出発』ゆまにて出版 1974
- 『逆境にあっても絶望しない本 人生を変える処方箋』日新報道 1975
- 『偽装利潤論 企業の社会的責任』ゆまにて出版 1975
- 『株式会社の死滅する日』中央経済社 1975
- 『エコロミックス 環境科学入門』マネジメント社 1976
- 『再建学 限りなき戦い』ゆまにて出版 1976
- 『日本雇用史』(上・下) 中央経済社 1977
- 『管理倒産 会社が銀行に見棄てられるとき』徳間書店 1978
- 『現代経営者の意識と行動 企業革命の新しい波』日本綜合教育機構 1979
- 『管理ポイント・総論』(管理ポイントシリーズ)税務経理協会 1981
- 『日本企業存亡の条件　迫りくる危機に対応せよ！』PHP研究所 1982
- 『人間方程式 人と組織を動かす秘密の方法』番町書房 1983
- 『指導者の条件』潮出版社 1983
- 『日本政商史』中央経済社 1984
- 『坂本藤良のビジネススクール - ビジネスマンに贈る生きた経営の実例集』新都心文化センター 1984
- 『幕末維新の経済人 先見力・決断力・指導力』中公新書 1984
- 『日本疑獄史』中央経済社 1984
- 『リーダーの条件 史実に学ぶ難局突破の達人たち』ダイヤモンド社 1984
- 『「円」の誕生 日本二千年の貨幣史にみるおかねの役割と日本人の金銭感覚』(21世紀図書館) PHP研究所 1984
- 『坂本竜馬と海援隊 日本を変えた男のビジネス魂』講談社 1985 のち文庫
- 『なぜ三井だけが生き残ったのか 三井企業集団の過去現在未来』ゆまにて出版 1985
- 『岩崎弥太郎の独創経営 三菱を起こしたカリスマ』講談社 1986
- 『君を伸ばす会社ダメにする会社』プレジデント社 1986
- 『小栗上野介の生涯 「兵庫商社」を創った最後の幕臣』講談社 1987

### 共編著
- 『新しい会計』全5巻 岡部利良ほかと共著 青木書店 1956

- 『商業簿記入門』市川文三・高島清と共著 同文館 1957
- 『経営の名著 その選びかた・学びかた 実務編』編 経林書房 1962
- 『経営の名著 その選びかた・学びかた 理論編』編 経林書房 1962
- 『現代の経営学』全6巻 宇野政雄・野田一夫・松田武彦と責任編集 中央公論社 1962
- 『新ビジネスマン講座』全7巻 大宅壮一・美濃部亮吉と共同編集 筑摩書房 1963
- 『現代の経営事典』編 河出書房新社 1964
- 『就職 わたしが選ぶあなたの会社』共著 学習研究社 1964
- 『ビジネスマン経営用語辞典』編 (現代教養文庫) 社会思想社 1964
- 『日本の職業 65の就職戦略』編 晶文社 1964
- 『日本の会社・日本の経営』編 (エグゼクティブ ブックス) ダイヤモンド社 1965
- 『新経営』『新経営 指導書』(高等学校教科書) 佐々木吉郎と共著 実教出版 1965
- 『生活設計のすすめ 今日と明日のホーム・マネジメント』編 講談社 1967
- 『経営理念集 社是社訓集』(経営資料集大成 第1巻) 編 日本総合出版機構 1967
- 『経営学の知恵と成功実例集』共著 自由国民社 1968
- 『美しく強く生きる本』上坂冬子と共著 日本実業出版社 1969
- 『体系ビジネス事典』編 (ホワイトブックス 現代事典シリーズ) 日本総合出版機構 1971
- 『経営理念 事例研究』編 (ホワイト・ブックス マネジメント・シリーズ） 日本総合出版機構 1971
- 『経営資料集大成』全36巻・別巻  責任編集 日本総合出版機構 1972

### 監修
- 『現代経営学全集』全6巻 共同監修 中央公論社 1959
- 『新しい経営者の創造』日本生産性本部 1961
- 『コンピューターと経営』NRC(日本リサーチセンター)共同監修 日本生産性本部 1964
- 『現代の経営』全8巻 NHK編 共同監修 近代セールス社 1965
- 『経営年報65年版 量的拡大経営から効率尊重経営へ』ダイヤモンド社 1965
- 『経営年報66年版 不況克服から新産業秩序の探求へ』ダイヤモンド社 1966
- 『経営年報67年版 資本自由化と体質強化への道』ダイヤモンド社 1967
- 『経営経済事典 43・44・45・46』日本経営出版会 1968-1971
- 『経営実務シリーズ』全100巻 木川田一隆・長谷川周重・古川栄一と共同監修 東洋経済新報社 1971
- 『公害用語事典』環境科学研究所編 日本総合出版機構 1971
- 『 '72公害便覧  法律・条令・調査・基準・紛争・融資・税制』環境科学研究所編 日本総合出版機構 1971
- 『 '73公害便覧  法律・条令・環境基準・訴訟判決文』環境科学研究所編 日本総合出版機構 1972
- 『公害の記録  四大公害事件から土呂久新公害まで』「環境」編集部編 日本総合出版機構 1972
- 『かけがえのない地球』バーバラ・ウォード　ルネ・デュボス共著　人間環境ワーキング・グループ 環境科学研究所共訳 曽田長宗と共同監修 日本総合出版機構 1972
- 『国連人間環境会議公式文言集』日本科学技術翻訳協会訳 日本総合出版機構 1972

### 翻訳
- アメリカ環境問題委員会『公害教書 '70ニクソン大統領環境報告』坂本藤良スタディ・グループ訳編 日本総合出版機構 1970
- アメリカ環境問題委員会『公害教書 '71ニクソン大統領環境報告』坂本藤良スタディ・グループ訳編 日本総合出版機構 1971
- ジョン・エスポジイト『失われゆく大気 大気汚染を告発する』(ラルフ・ネーダー・レポート 坂本藤良スタディ・グループ訳 講談社 1971
- ジェームズ・S.ターナー『からだの中の公害 食品・医薬品を告発する』(ラルフ・ネーダー・レポート) 坂本藤良スタディ・グループ訳 講談社 1971
- ウェイン・スプロール『大気汚染の科学 その対策をさぐる』大平俊男,河村雄一共訳 講談社 1971
- R.フェルメス『忘れられた利用者 運輸政策を告発する』(ラルフ・ネーダー・レポート)坂本藤良スタディ・グループ訳 講談社 1971